# Deus revelatus

Deus revelatus (în română Dumnezeul revelat) este un termen teologic latin introdus de Martin Luther în lucrarea filozofico-teologică De servo arbitrio (1525). Luther făcea deosebire între Deus revelatus (Dumnezeul revelat în istoria omenirii) și Deus absconditus (Dumnezeul ascuns). În concepția lutherană Dumnezeu nu este revelat omenirii în mod direct, ci, paradoxal, prin suferința pe cruce a lui Isus Hristos.